# Чемпионат Израиля по баскетболу
Израильская баскетбольная Суперлига (англ. Ligat HaAl, ивр. ליגת העל‎) — высшее соревнование по баскетболу в Израиле. Другое название — «Лигат Уиннер» (ивр. ליגת ווינר‎, англ. Winner League), где «Winner» является названием игры, проводимой основным спонсором лиги, Израильской комиссией по спортивным ставкам. Иногда лигу также называют израильской Премьер-лигой.

## Общая информация
Супер-лига, объединяющая в настоящий момент 12 ведущих баскетбольных команд Израиля, была основана в 1954 году. В год основания в лиге играли восемь команд.
В Европе лига в основном известна благодаря успехам израильских команд в таких европейских соревнованиях, как Евролига, Еврокубок (ранее Кубок ULEB) и Кубок вызова (ранее EuroCup). Многие не задрафтованные и свободные агенты из Европы и НБА играют в Израильской Лиге.
Лига является высшим дивизионом в израильском баскетболе: команды, занявшие места с девятого по двенадцатое, по системе плей-офф определяют две худшие команды Суперлиги, которые опускаются во второй дивизион (т. н. Национальную лигу), а 8 ведущих команд второго дивизиона соревнуются по системе плей-офф сразу после окончания регулярного сезона за выход в финальную серию. Два финалиста плей-офф в Национальной лиге в следующем сезоне переходят в Суперлигу. В Суперлиге также восемь лучших команд по итогам сезона определяют в стыковых матчах четыре лучших клуба, которые затем соревнуются друг с другом в формате «Финала четырёх» за титул чемпиона страны.

## Связи сNBA
В течение 80-х годов и в начале 90-х было проведено много матчей между звёздами израильской лиги и такими командами НБА, как «Финикс Санз», «Кливленд Кавальерс» и «Орландо Мэджик», которые все проходили в Израиле.
В октябре 2005 года, «Маккаби» (Тель-Авив) победил «Торонто Рэпторс» со счетом 105—103 в выставочном матче, который прошёл в Торонто (Канада). Это была первая победа европейской команды над клубом НБА на его домашней площадке.
За время существования Суперлиги многие иностранные игроки перешли из неё в НБA, Однако только в 2009 году баскетболист-израильтянин впервые был не только выбран в драфте НБА, но и начал выступления за клуб НБА. Этим баскетболистом стал игрок «Маккаби» (Тель-Авив) Омри Касспи, сейчас выступающий за клуб «Кливленд Кавальерс». До этого игрок «Маккаби» (Тель-Авив) Одед Каташ был выбран в драфте, но в итоге из-за локаута в НБА так и не сыграл там. В драфте НБА принимали участие ещё три израильских баскетболиста: Дорон Шефер (который играл в США за «Коннектикут Хаскис»), Йотам Гальперин и Лиор Элиягу.

## Титулы по командам
| Команда                     | Победитель | Второе место |
| --------------------------- | ---------- | ------------ |
| «Маккаби» (Тель-Авив)       | 57         | 7            |
| «Хапоэль» (Тель-Авив)       | 5          | 22           |
| «Хапоэль» (Иерусалим)       | 2          | 6            |
| «Хапоэль» (Верхняя Галилея) | 2          | 3            |
| «Хапоэль» (Холон)           | 2          | 3            |
| «Маккаби» (Хайфа)           | 1          | 2            |
| «Маккаби» (Ришон ле-Цион)   | 1          | 1            |
| «Хапоэль» (Рамат-Ган)       | 0          | 6            |
| БК Рамат-Ган                | 0          | 3            |
| «Хапоэль» (Гват-Ягур)       | 0          | 3            |
| «Хапоэль» (Эйлат)           | 0          | 2            |
| «Хапоэль» (Хайфа)           | 0          | 2            |
| «Элицур» (Нетания)          | 0          | 1            |
| «Маккаби» (Раанана)         | 0          | 1            |
| БК Нагария                  | 0          | 1            |
| «Маккаби» Ашдод             | 0          | 1            |

## Чемпионы лиги
| Сезон     | Чемпион                             | Второе место                        | Счёт                   | Формат                                                         |
| --------- | ----------------------------------- | ----------------------------------- | ---------------------- | -------------------------------------------------------------- |
| 2023-24   | «Маккаби» (Тель-Авив)               | «Хапоэль» (Тель-Авив)               | 84-76 ; 67-85 ; 82-74  | Серия до двух побед                                            |
| 2022-23   | «Маккаби» (Тель-Авив)               | «Хапоэль» (Тель-Авив)               | 90-79 ; 74-112 ; 94-90 | Серия до двух побед                                            |
| 2021-22   | «Хапоэль» (Холон)                   | «Бней Герцлия» (Герцлия)            | 78-71 ; 90-74          | Серия до двух побед                                            |
| 2020-21   | «Маккаби» (Тель-Авив)               | «Хапоэль» (Гильбоа)                 | 83-74 ; 76-81 ; 73-67  | Серия до двух побед                                            |
| 2019-20   | «Маккаби» (Тель-Авив)               | «Маккаби» (Ришон ле-Цион)           | 86-81                  | Финал четырёх                                                  |
| 2018-19   | «Маккаби» (Тель-Авив)               | «Маккаби» (Ришон ле-Цион)           | 89-75                  | Финал четырёх                                                  |
| 2017-18   | «Маккаби» (Тель-Авив)               | «Хапоэль» (Холон)                   | 95-75                  | Финал четырёх                                                  |
| 2016-17   | «Хапоэль» (Иерусалим)               | «Маккаби» (Хайфа)                   | 83-76                  | Финал четырёх                                                  |
| 2015-16   | «Маккаби» (Ришон ле-Цион)           | «Хапоэль» (Иерусалим)               | 83-77                  | Финал четырёх                                                  |
| 2014-15   | «Хапоэль» (Иерусалим)               | «Хапоэль» (Эйлат)                   | 80-65 ; 88-68          | дома и на выезде                                               |
| 2013-14   | «Маккаби» (Тель-Авив)               | «Маккаби» (Хайфа)                   | 81-77 ; 82-84          | дома и на выезде                                               |
| 2012-13   | «Маккаби» (Хайфа)                   | «Маккаби» (Тель-Авив)               | 86-79                  | Финал четырёх                                                  |
| 2011-12   | «Маккаби» (Тель-Авив)               | «Маккаби» (Ашдод)                   | 83-63                  | Финал четырёх                                                  |
| 2010-11   | «Маккаби» (Тель-Авив)               | «Хапоэль» (Гильбоа-Верхняя Галилея) | 91-64                  | Финал четырёх                                                  |
| 2009-10   | «Хапоэль» (Гильбоа-Верхняя Галилея) | «Маккаби» (Тель-Авив)               | 90-77                  | Финал четырёх                                                  |
| 2008-09   | «Маккаби» (Тель-Авив)               | «Маккаби» (Хайфа)                   | 85-72                  | Финал четырёх                                                  |
| 2007-08   | «Хапоэль» (Холон)                   | «Маккаби» (Тель-Авив)               | 73-72                  | Финал четырёх                                                  |
| 2006-07   | «Маккаби» (Тель-Авив)               | «Хапоэль» (Иерусалим)               | 80-78                  | Финал четырёх                                                  |
| 2005-06   | «Маккаби» (Тель-Авив)               | «Хапоэль» (Иерусалим)               | 96-66                  | Финал четырёх                                                  |
| 2004-05   | «Маккаби» (Тель-Авив)               | «Хапоэль» (Тель-Авив)               | 3:0                    | Серия до трёх побед                                            |
| 2003-04   | «Маккаби» (Тель-Авив)               | «Хапоэль» (Тель-Авив)               | 3:0                    | Серия до трёх побед                                            |
| 2002-03   | «Маккаби» (Тель-Авив)               | БК Нагария                          | 3:0                    | Серия до трёх побед                                            |
| 2001-02   | «Маккаби» (Тель-Авив)               | БК Рамат-Ган                        | 3:0                    | Серия до трёх побед                                            |
| 2000-01   | «Маккаби» (Тель-Авив)               | «Хапоэль» (Иерусалим)               | 3:0                    | Серия до трёх побед                                            |
| 1999-2000 | «Маккаби» (Тель-Авив)               | «Маккаби» (Раанана)                 | 3:1                    | Серия до трёх побед                                            |
| 1998-99   | «Маккаби» (Тель-Авив)               | «Хапоэль» (Иерусалим)               | 3:1                    | Серия до трёх побед                                            |
| 1997-98   | «Маккаби» (Тель-Авив)               | «Хапоэль» (Эйлат)                   | 3:0                    | Серия до трёх побед                                            |
| 1996-97   | «Маккаби» (Тель-Авив)               | «Хапоэль» (Иерусалим)               | 3:0                    | Серия до трёх побед                                            |
| 1995-96   | «Маккаби» (Тель-Авив)               | «Хапоэль» (Иерусалим)               | 3:0                    | Серия до трёх побед                                            |
| 1994-95   | «Маккаби» (Тель-Авив)               | «Хапоэль» (Верхняя Галилея)         | 3:0                    | Серия до трёх побед                                            |
| 1993-94   | «Маккаби» (Тель-Авив)               | «Хапоэль» (Тель-Авив)               | 3:0                    | Серия до трёх побед                                            |
| 1992-93   | «Хапоэль» (Верхняя Галилея)         | «Хапоэль» (Тель-Авив)               | 3:1                    | Серия до трёх побед                                            |
| 1991-92   | «Маккаби» (Тель-Авив)               | «Хапоэль» (Тель-Авив)               | 3:2                    | Серия до трёх побед                                            |
| 1990-91   | «Маккаби» (Тель-Авив)               | «Маккаби» (Ришон ле-Цион)           | 3:1                    | Серия до трёх побед                                            |
| 1989-90   | «Маккаби» (Тель-Авив)               | «Хапоэль» (Верхняя Галилея)         | 3:0                    | Серия до трёх побед                                            |
| 1988-89   | «Маккаби» (Тель-Авив)               | «Хапоэль» (Тель-Авив)               | 2:0                    | Серия до двух побед                                            |
| 1987-88   | «Маккаби» (Тель-Авив)               | «Хапоэль» (Тель-Авив)               | 2:1                    | Серия до двух побед                                            |
| 1986-87   | «Маккаби» (Тель-Авив)               | «Хапоэль» (Тель-Авив)               | 2:1                    | Серия до двух побед                                            |
| 1985-86   | «Маккаби» (Тель-Авив)               | «Элицур» (Нетания)                  | 2:0                    | Серия до двух побед                                            |
| 1984-85   | «Маккаби» (Тель-Авив)               | «Хапоэль» (Тель-Авив)               | 2:1                    | Серия до двух побед                                            |
| 1983-84   | «Маккаби» (Тель-Авив)               | «Хапоэль» (Рамат-Ган)               | 2:0                    | Серия до двух побед                                            |
| 1982-83   | «Маккаби» (Тель-Авив)               | «Хапоэль» (Рамат-Ган)               | 2:0                    | Серия до двух побед                                            |
| 1981-82   | «Маккаби» (Тель-Авив)               | «Хапоэль» (Рамат-Ган)               |                        | Мини-лига из шести лучших команд по итогам регулярного сезона  |
| 1980-81   | «Маккаби» (Тель-Авив)               | «Хапоэль» (Рамат-Ган)               |                        | Только регулярный сезон                                        |
| 1979-80   | «Маккаби» (Тель-Авив)               | «Хапоэль» (Тель-Авив)               |                        | Только регулярный сезон                                        |
| 1978-79   | «Маккаби» (Тель-Авив)               | «Хапоэль» (Тель-Авив)               | 2:0                    | Серия до двух побед                                            |
| 1977-78   | «Маккаби» (Тель-Авив)               | «Хапоэль» (Гват-Ягур)               |                        | Мини-лига из шести лучших команд по итогам регулярного сезона" |
| 1976-77   | «Маккаби» (Тель-Авив)               | «Хапоэль» (Рамат-Ган)               |                        | Только регулярный сезон                                        |
| 1975-76   | «Маккаби» (Тель-Авив)               | «Хапоэль» (Гват-Ягур)               |                        | Только регулярный сезон                                        |
| 1974-75   | «Маккаби» (Тель-Авив)               | «Хапоэль» (Рамат-Ган)               |                        | Только регулярный сезон                                        |
| 1973-74   | «Маккаби» (Тель-Авив)               | БК Рамат-Ган                        |                        | Только регулярный сезон                                        |
| 1972-73   | «Маккаби» (Тель-Авив)               | БК Рамат-Ган                        |                        | Только регулярный сезон                                        |
| 1971-72   | «Маккаби» (Тель-Авив)               | «Хапоэль» (Гват-Ягур)               |                        | Только регулярный сезон                                        |
| 1970-71   | «Маккаби» (Тель-Авив)               | «Хапоэль» (Тель-Авив)               |                        | Только регулярный сезон                                        |
| 1969-70   | «Маккаби» (Тель-Авив)               | «Хапоэль» (Тель-Авив)               |                        | Только регулярный сезон                                        |
| 1968-69   | «Хапоэль» (Тель-Авив)               | «Маккаби» (Тель-Авив)               |                        | Только регулярный сезон                                        |
| 1967-68   | «Маккаби» (Тель-Авив)               | «Хапоэль» (Тель-Авив)               |                        | Только регулярный сезон                                        |
| 1966-67   | «Маккаби» (Тель-Авив)               | «Хапоэль» (Тель-Авив)               |                        | Только регулярный сезон                                        |
| 1965-66   | «Хапоэль» (Тель-Авив)               | «Маккаби» (Тель-Авив)               |                        | Только регулярный сезон                                        |
| 1964-65   | «Хапоэль» (Тель-Авив)               | «Хапоэль» (Хайфа)                   |                        | Только регулярный сезон                                        |
| 1963-64   | «Маккаби» (Тель-Авив)               | «Хапоэль» (Тель-Авив)               |                        | Только регулярный сезон                                        |
| 1962-63   | «Маккаби» (Тель-Авив)               | «Хапоэль» (Тель-Авив)               |                        | Только регулярный сезон                                        |
| 1961-62   | «Маккаби» (Тель-Авив)               | «Хапоэль» (Хайфа)                   |                        | Только регулярный сезон                                        |
| 1960-61   | «Хапоэль» (Тель-Авив)               | «Маккаби» (Тель-Авив)               |                        | Только регулярный сезон                                        |
| 1959-60   | «Хапоэль» (Тель-Авив)               | «Маккаби» (Тель-Авив)               |                        | Только регулярный сезон                                        |
| 1958-59   | «Маккаби» (Тель-Авив)               | «Хапоэль» (Тель-Авив)               |                        | Только регулярный сезон                                        |
| 1957-58   | «Маккаби» (Тель-Авив)               | «Хапоэль» (Тель-Авив)               |                        | Только регулярный сезон                                        |
| 1956-57   | «Маккаби» (Тель-Авив)               | «Хапоэль» (Тель-Авив)               |                        | Только регулярный сезон                                        |
| 1955-56   | Отменен из-за войны                 | Отменен из-за войны                 | Отменен из-за войны    | Отменен из-за войны                                            |
| 1954-55   | «Маккаби» (Тель-Авив)               | «Хапоэль» (Холон)                   |                        | Только регулярный сезон                                        |
| 1953-54   | «Маккаби» (Тель-Авив)               | «Хапоэль» (Холон)                   |                        | Только регулярный сезон                                        |